# Kölner Bauer

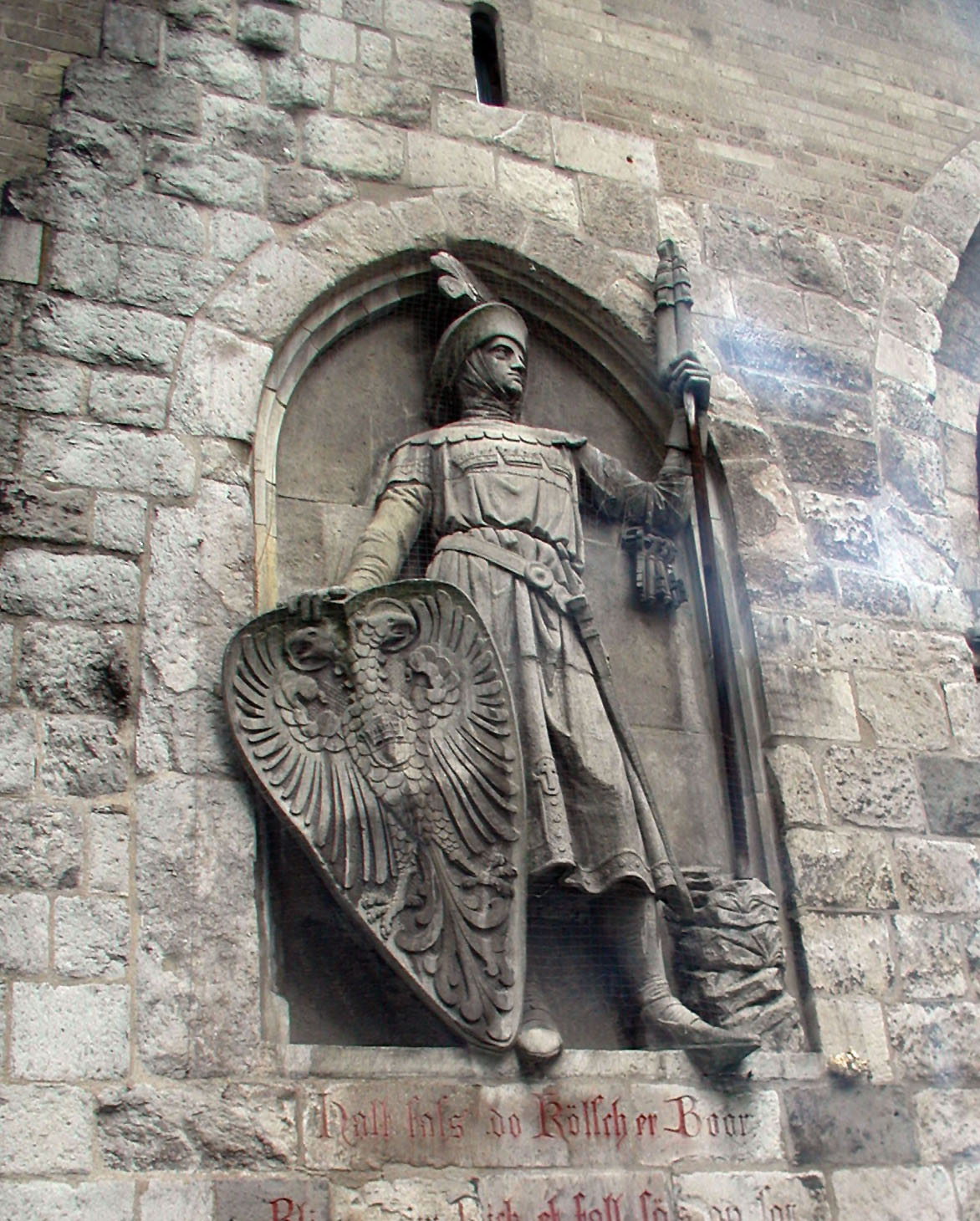
Kölner Bauer an der Eigelsteintorburg

Der Kölner Bauer oder auch der Kölsche Boor ist eine historische, der mittelalterlichen Geschichte der Stadt Köln entstammende Darstellung. Sie zeigt eine Person in zeitgenössischer Kleidung, ausgerüstet mit den Attributen ihres Standes, dem Dreschflegel und einer Sense. Die zusätzliche Ausstattung mit Stadtschlüsseln und einem mit dem Reichsadler gezierten Schild symbolisierte insgesamt die bäuerlichen Ursprünge der Stadt einschließlich der durch den Bauernstand mitgeprägten Rechtsordnung (Burgeding), die Bereitschaft zur Verteidigung derselben, sowie die Verbundenheit mit dem Reich.

## Geschichte
Die Entstehung der Symbolfigur des „Kölner Bauern“, der bis heute im Brauchtum des Kölner Karnevals als Mitglied des Kölner Dreigestirns überdauerte, ist nicht eindeutig geklärt. colonus, das mit dem Stadtnamen Colonia verwandt ist, bedeutet im Lateinischen ganz allgemein den Ackerbauern. Wahrscheinlich versinnbildlicht er in Verbindung mit den in zeitgenössischen Abbildungen gezeigten Symbolen die Verbundenheit von Stadt und Ständen mit dem Reich. Da Köln im Quaternionensystem mit den Städten Regensburg, Konstanz und Salzburg zu den rustuci, den „Bauren(städten)“, gehörte, schrieb der Chronist Heinrich von Beeck auf das Titelbild seiner „Agrippina“: Collen, de hilligen Roymschen Richs gebuyr' (gebuyr: mittelhochdeutsch für Bauernstand).

### Titelbild der Agrippina und seine Symbolik

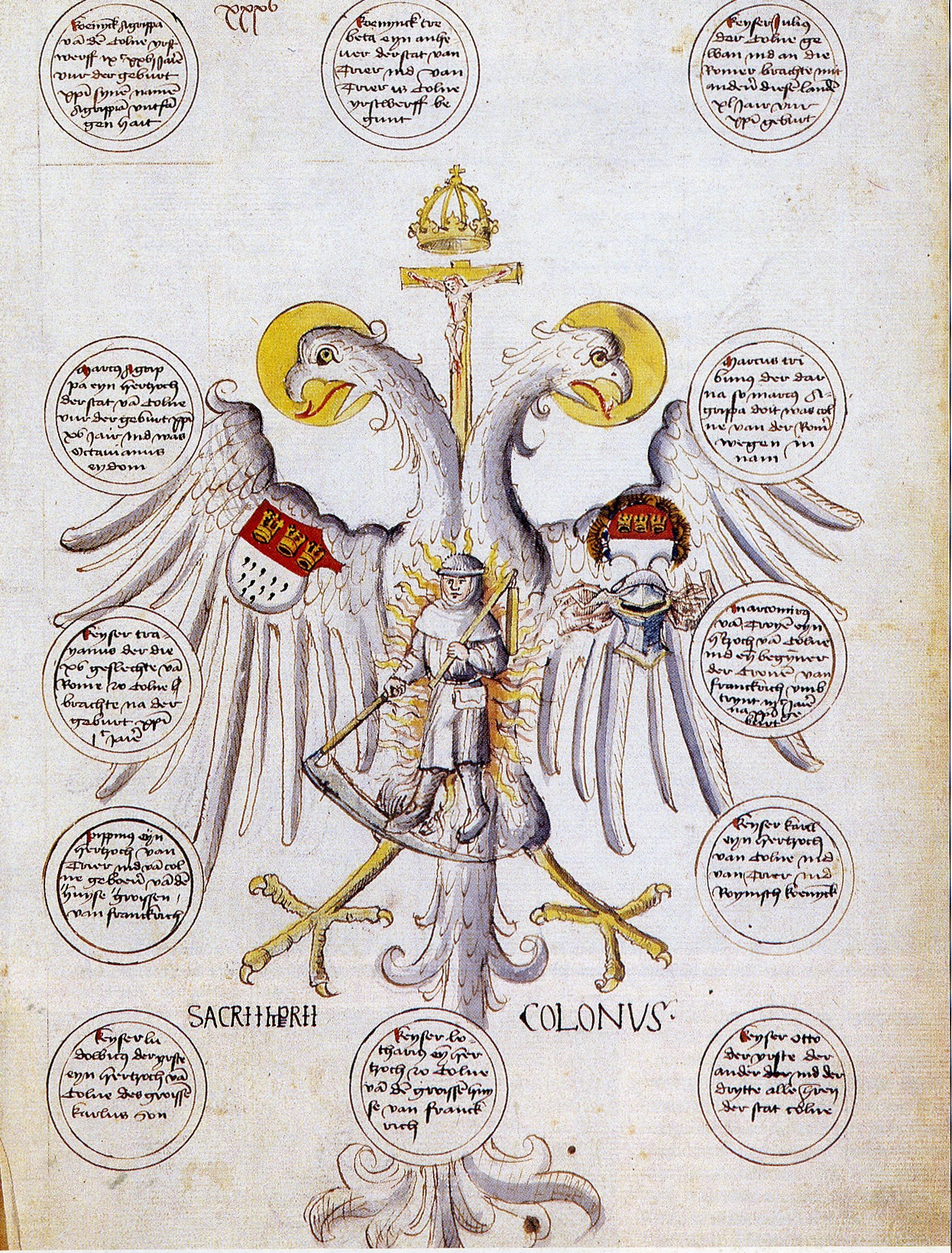
Kölner Bauer im Titelbild der „Agrippina“

Die durch Heinrich von Beeck in den Jahren 1469 bis 1472 verfasste Kölner Chronik „Agrippina“ sollte die gesamte Geschichte der Stadt erfassen. Er endete jedoch mit seinem Werk in dem Jahr 1419. Das sich an anderen mittelalterlichen Universalchroniken orientierende Werk Beecks beginnt mit dem Vermerk im Vorwort: Agrippina ys dyt boich genant („Agrippina ist dieses Buch genannt“). Es unterteilt sich in drei Abschnitte. Der erste befasst sich mit der Geschichte der Könige und Kaiser, der zweite Abschnitt ist eine kurze Abhandlung zur Historie der Päpste. Der letzte widmet sich der Stadt Köln und ihren Erzbischöfen. Das mit etwa fünfzig Urkunden als Anhang abschließende Werk wurde vor dem Beginn der Texte mit einer ganzseitigen Illustration, der Abbildung des Kölner Bauern, geschmückt.
Das für die Geschichte der Stadt so aufschlussreiche Werk Beecks ist nur in handschriftlichen Exemplaren vorhanden und befindet sich im Historischen Archiv der Stadt Köln.
Eines der Exemplare zeigt nachträgliche Vermerke. Es sind Notizen, die im 16. Jahrhundert entstanden, als diese Ausfertigung der „Agrippina“ im Besitz der Kölner Bürgermeisterfamilie Sudermann war. Die Beecksche Chronik Agrippina wurde nach der Einführung des Buchdrucks durch die Koelhoffsche Chronik im Jahr 1499 überholt.

### Sinnbild der Stadt
Hauptmotiv der Agrippinaillustration ist der doppelköpfige Reichsadler, den sich Kaiser Sigismund 1433 zum offiziellen Wappensymbol erwählte. Über dem Adler ist ein Kruzifix unter der darüber schwebenden Reichskrone abgebildet. In den Schwingen des Adlers ist beidseitig das städtische Dreikronenwappen platziert, zwischen denen als Herzstück der Darstellung der „Kölner Boor“ eingearbeitet wurde.
In den Medaillons, die auf der Zeichnung der Agrippina Chronik den Adler umgeben, sind zwölf Namen von Herrschern angegeben, die als edel heren der stad von Collen bezeichnet werden. Beeck benannte antike und nachantike, vor allem karolingische Herrscher, die teilweise zwar legendären Ursprungs waren, zu seiner Zeit jedoch als real angesehen wurden.

Der Kölner Bauer ein Symbol des Rates und der Stadt
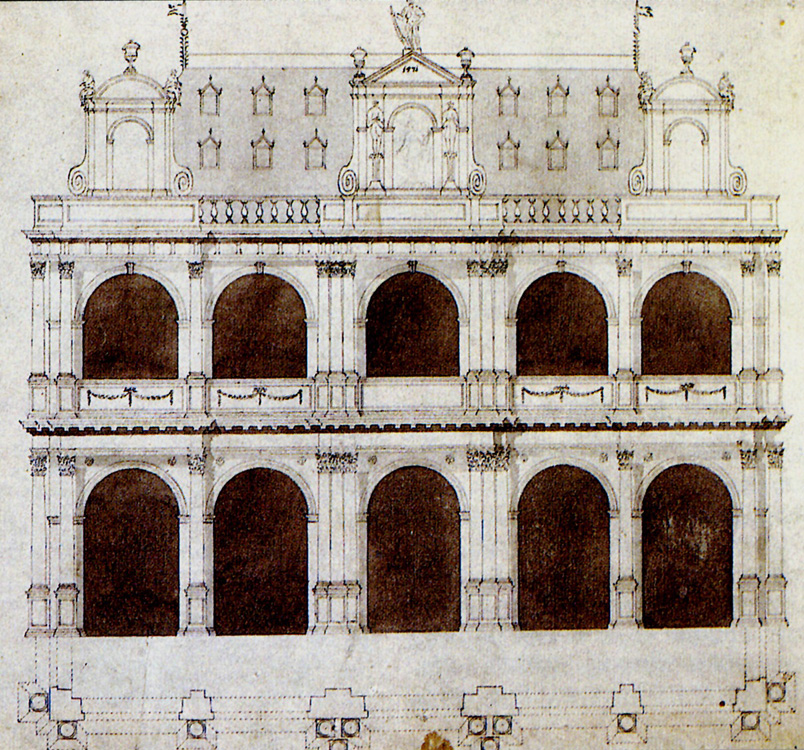
Kölner Bauer auf der Rathauslaube
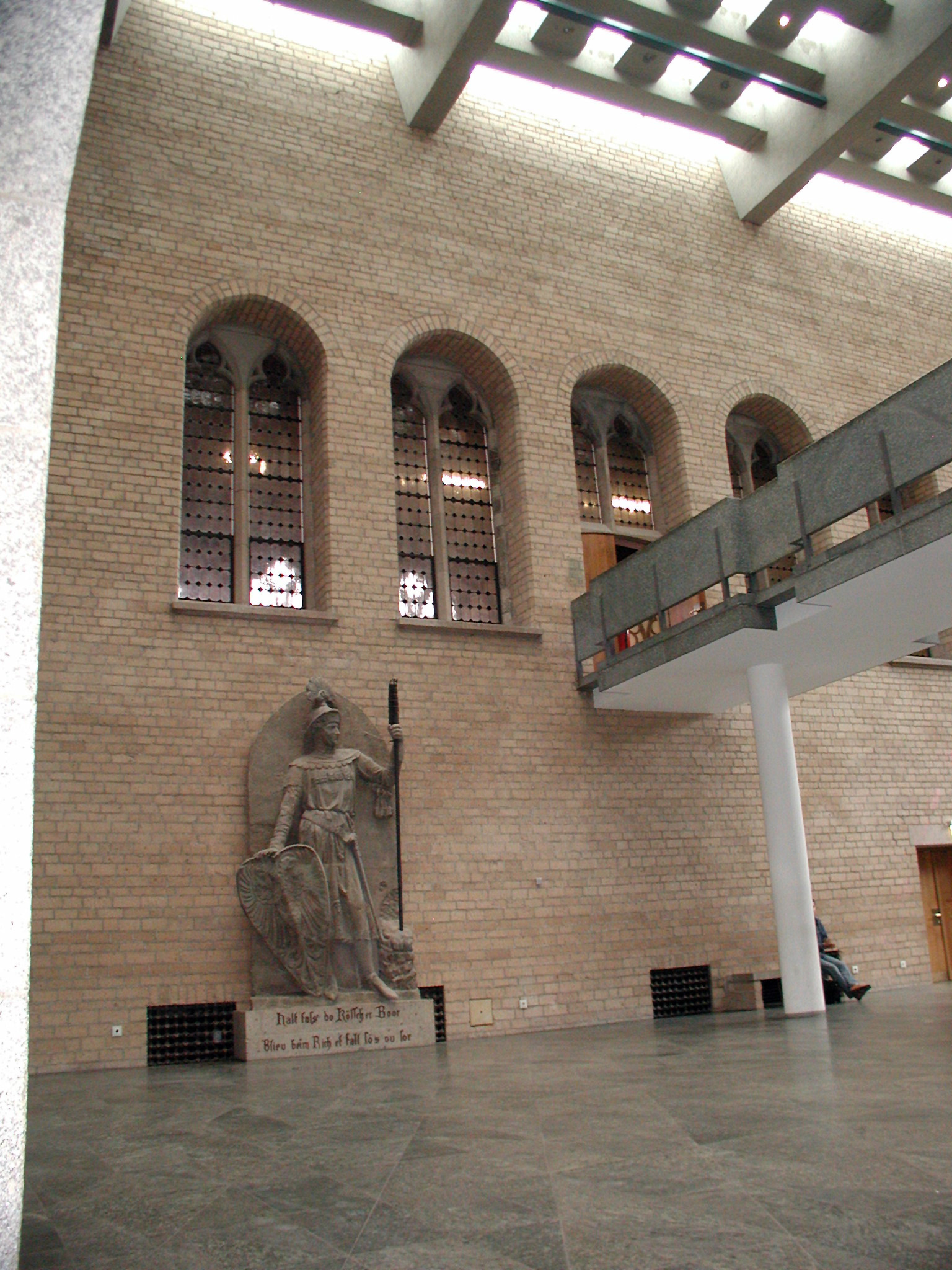
Rathaushalle, „Kölner Bauer“
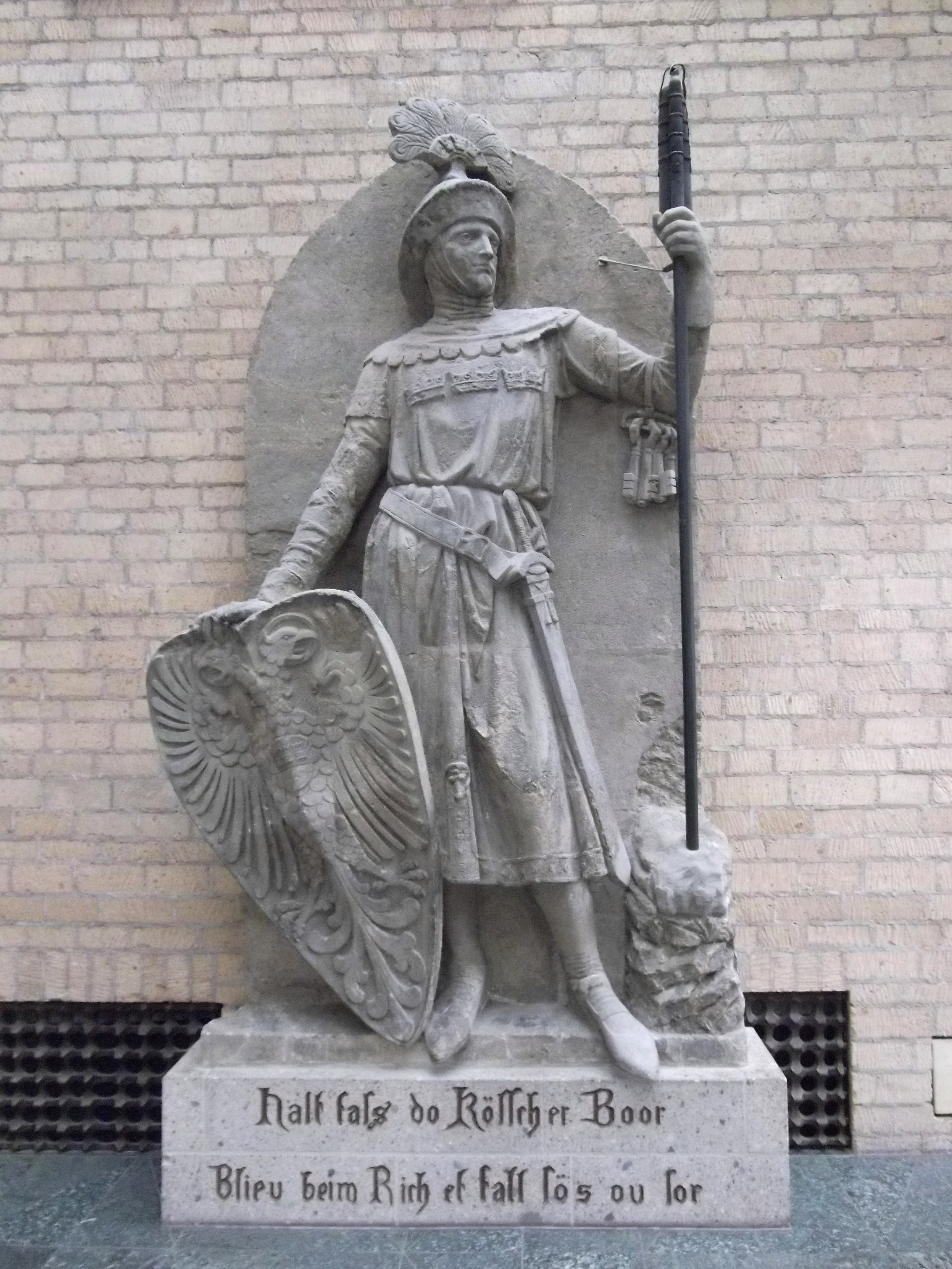
Das Original aus dem 19. Jahrhundert, Ausschnitt

### Bauer und Ratsherren
Auf der im Stil der Renaissance dem Rathaus vorgesetzten Laube, die in den Jahren 1569–1573 nach den Plänen des Baumeisters Wilhelm Vernuken aus Kalkar am Niederrhein errichtet worden war, ließ der Rat auf deren Spitze als Ausdruck der Reichstreue Kölns die Statue des Kölner Bauern setzen.
1891 wurde die von Christian Mohr im Jahr 1885 ursprünglich für die Hahnentorburg geschaffene Skulptur eines „Kölschen Boors“ an der der Stadt zugewandten Seite der Eigelsteintorburg angebracht. Inzwischen wurde das Original der Arbeit durch eine Kopie ersetzt (1978) und ziert seit 1986 die „Piazetta“, die große Halle des Rathauses.

### Weitere Zusammenhänge

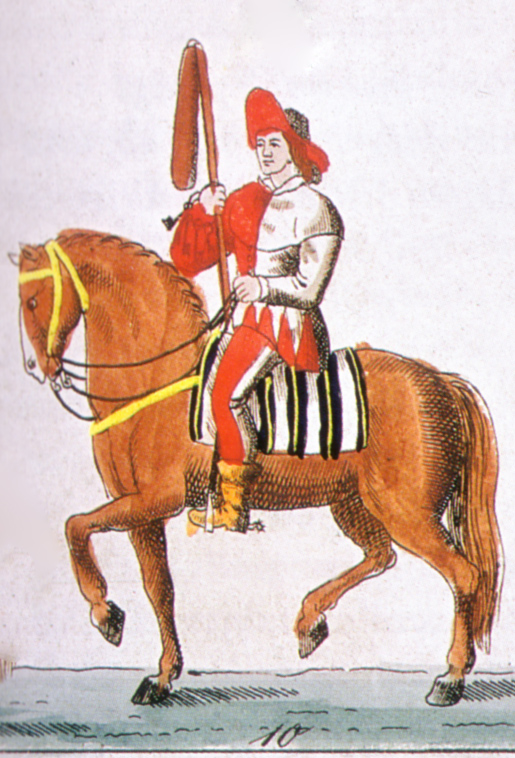
Der Kölner Bauer im Maskenzug von 1825

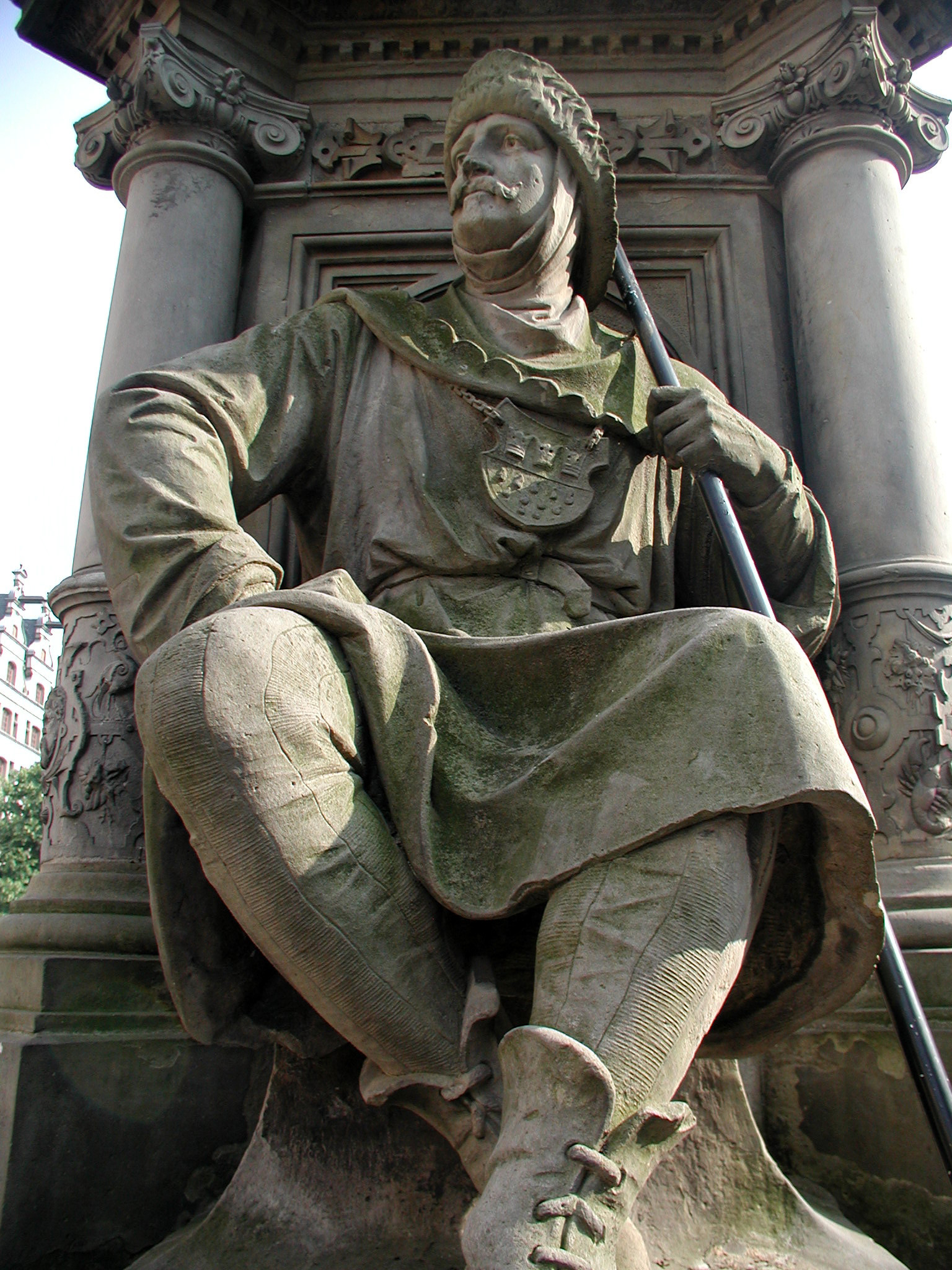
Kölner Bauer von Wilhelm Albermann 1884

Die Maler und Kupferstecher des 17. und 18. Jahrhunderts verwandten bei ihren Abbildungen des „Kölner Bauern“ häufig die Bezeichnung „Kaiserlicher Bauer“, da Köln als freie Reichsstadt nur dem Kaiser untertan war, so noch in einer Darstellung von 1820. In dem „Verzeichnis der Figuren des großen Cöllnischen Maskenzuges 1825“ erscheint der Bauer als „Der Repräsentant der handfesten Bauerbänke“ mit den 1288 in der Schlacht von Worringen tapfer verteidigten Stadtschlüsseln und dem Dreschflegel, als Vorläufer des „Kölner Bauern“ in der „Fünften Jahreszeit“, dem Karneval. Ob die „Bauerbänker“ in der Worringer Schlacht mitkämpften, ist nicht belegt, jedoch wahrscheinlich. Die freien Kölner Bürger hatten sich im Kriegsfall zum Waffendienst zur Verfügung zu stellen.
Die Wandlung der Bezeichnung zu „Cöllnischer Bauer“ findet sich auf einem Farbdruck des Zeichners „Levy Elkan“ aus dem Jahr 1847.
Durch den Bildhauer Wilhelm Albermann wurde in den 1880er Jahren in das von ihm geschaffene Denkmal des Jan-von-Werth-Brunnens auf dem Alter Markt  eine Figur des „Kölner Bauern“ integriert.
Das Kölner „Kriegswahrzeichen“ Dä kölsche Boor en Iser (eine Kriegsnagelung aus dem Jahr 1915) stellt den Kölner Bauern dar. Heute befindet sich die Figur im Kölnischen Stadtmuseum.
Auf der historischen Straße, dem „Eigelstein“, auf dem eine der fünf Bauerbänke ihr „Gebuirhaus“ und Gerichtssitz hatten, erinnert mit ihrem Namen ein traditionelles Kölner Gasthaus an vergangene Zeiten. Es ist das Brauhaus Em kölsche Boor, das selbst auf 250 Jahre Bestehen zurückblickt.